# Vincenzo Diedo
Vincenzo Diedo (c. 1499 – Venecia, 8 de octubre de 1559) fue un patriarca católico italiano. Obispo de Venecia entre 1556 y 1559.

## Biografía
Senador de la Prefectura de Padua, el 25 de enero de 1556 fue elegido patriarca de Venecia por el Senado veneciano. Más tarde, la elección fue refrendada por el papa Paulo IV el 28 febrero de ese mismo año. Durante sus cuatro años de patriarcado se cuidó especialmente de vigilar y regular la disciplina de los eclesiásticos y los criterios de admisión a las órdenes sagradas.
Murió el 8 de octubre de 1559. Fue enterrado en una tumba junto a la puerta mayor de la catedral de San Pietro de Castillo.